# Membre (anatomie)
Pour les articles homonymes, voir Membre.

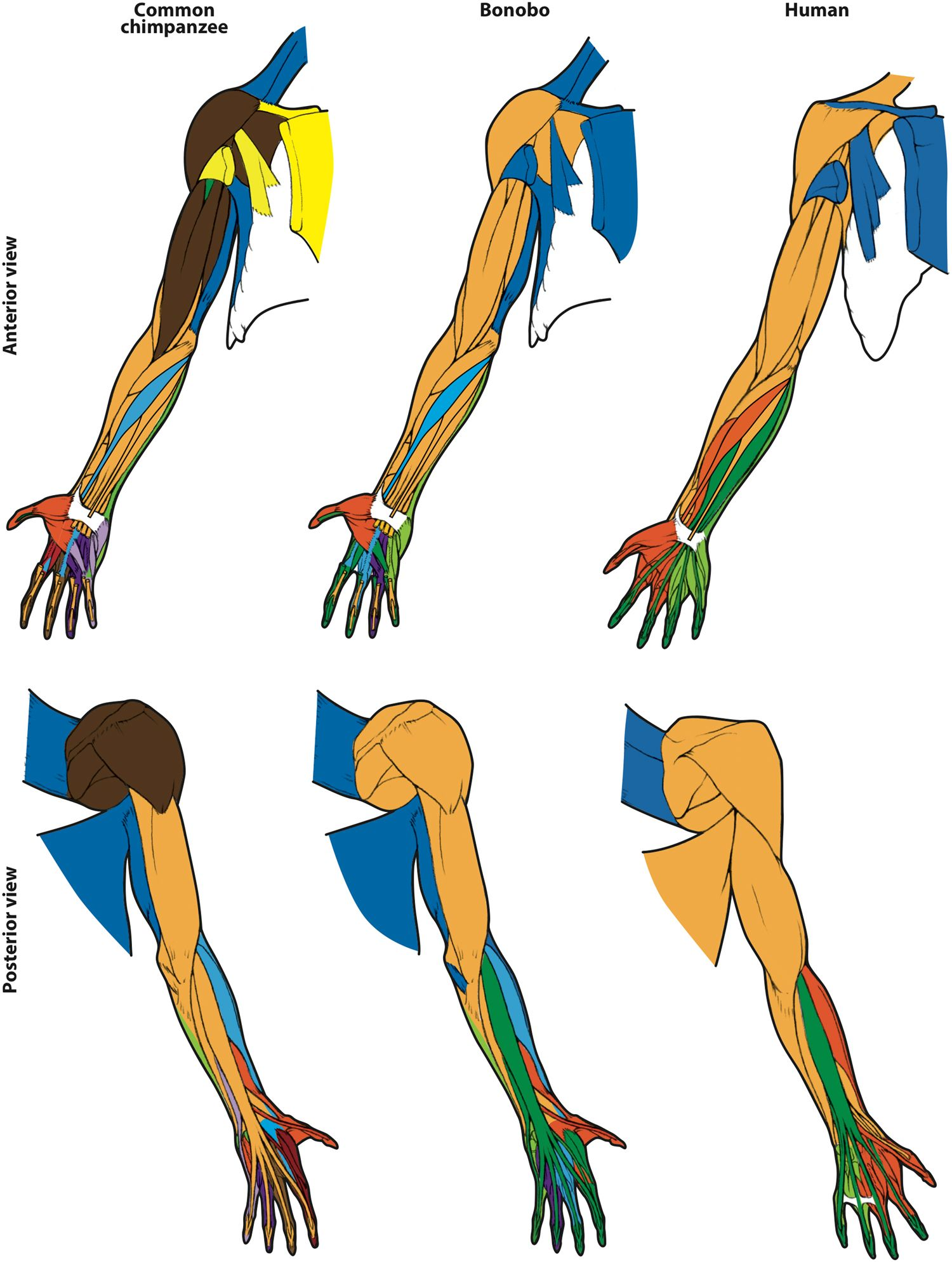
L'organisation modulaire des membres antérieurs (illustration) et postérieurs d'hominidés (chimpanzé, bonobo et homme) révèle une évolution en mosaïque avec certains caractères évolués et d'autres qui le sont moins.

En anatomie, chez les animaux vertébrés, un membre est une partie du corps spécialisée dans la locomotion et sous-tendue par un squelette. Il existe deux grands types différents : les membres ptérygiens, ou nageoires, et les membres chiridiens, ou pentadactyles. Les membres ptérygiens sont présents chez les cyclostomes et les poissons, et les membres chiridiens sont présents chez les tétrapodes. Les membres peuvent être impairs, situés dans le plan médian du corps, ou pairs, situés de chaque côté. Les membres ptérygiens jouent un rôle au cours de la nage, tandis que les membres chiridiens peuvent avoir des fonctions locomotrices plus variées : la marche surtout, mais aussi la brachiation, le vol et également la nage. D'un point de vue évolutif, les membres chiridiens dérivent des membres ptérygiens pairs.

## Membres ptérygiens

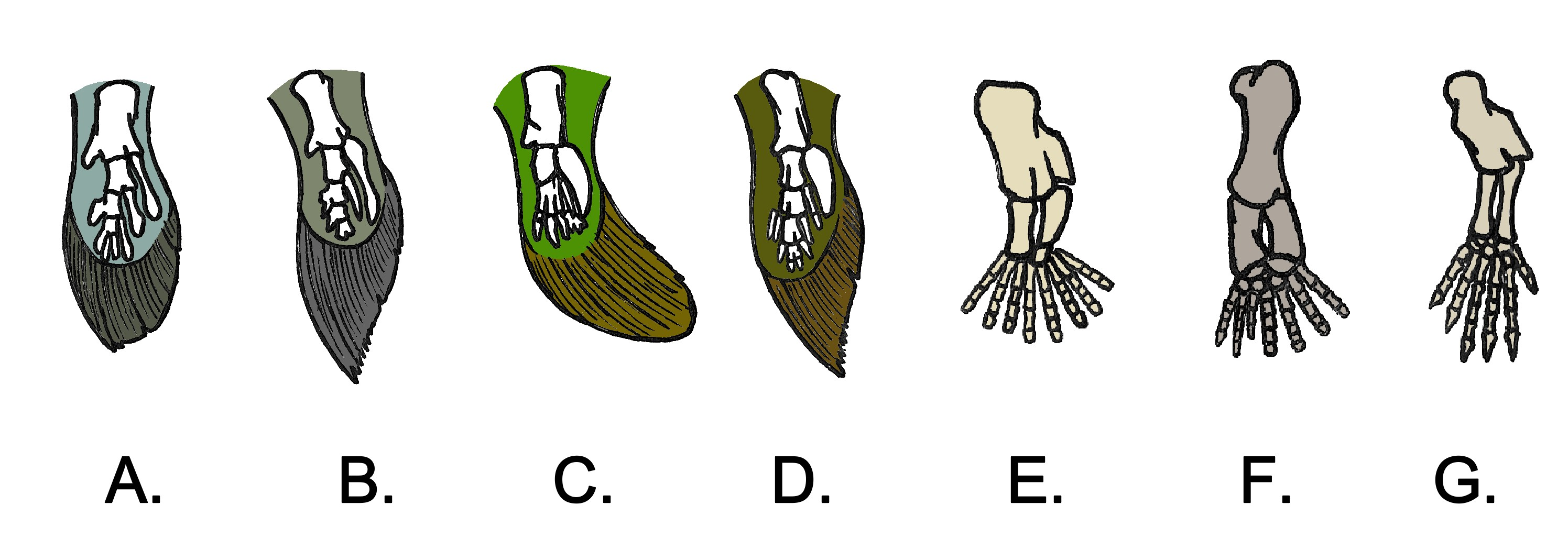
Homologie entre la structure de l'endosquelette ichtyen
(pterygium) des vertébrés à membres charnus et celui de l'endosquelette chiridien (chiridium) des premiers tétrapodes.

Les membres ptérygiens sont présents chez les vertébrés dits « inférieurs », les cyclostomes et les poissons. Ce sont des replis de peau soutenus par des rayons squelettiques, et ayant la forme de palettes. On distingue les nageoires impaires, située dans le plan médian, et les nageoires paires, situées de façon symétrique de chaque côté du corps.

### Squelette
Les rayons squelettiques des nageoires sont de deux types : endosquelettiques, ou profonds, et exosquelettiques, ou superficiels.
Les rayons endosquelettiques sont les radiaux. Ils sont généralement pluri-articulés et leurs bases peuvent être fusionnées en un nombre variable de pièces basales. Ils sont formés de cartilage chez les lamproies et les chondrichthyens, ou d'os chez les autres poissons. Les pièces basales sont plus ou moins reliées aux arcs neuraux ou hémaux des vertèbres, pour les nageoires impaires, ou aux ceintures pour les nageoires paires. La musculature de la nageoire s'insère sur les rayons endosquelettiques.
Les rayons exosquelettiques sont disposés en périphérie, articulés avec les radiaux, et sont de deux types différents : les actinotriches et les lépidotriches. Les actinotriches sont constitués d'une protéine fibreuse, l'élastoïdine ; ils sont présents chez la majorité des poissons. Les lépidotriches sont formés d'os et sont présents chez la plupart des téléostéens. Parmi les lépidotriches, on distingue encore les rayons épineux, rigides et simples, présents chez les acanthoptérygiens, des rayons mous, flexibles et segmentés, présents chez les malacoptérygiens. Les rayons exosquelettiques ne sont pas reliés à la musculature.

### Disposition
Les nageoires impaires peuvent être situées au niveau du tronc ou de la queue. Au niveau du tronc, il peut exister des nageoires dorsales, situées dorsalement, et anales, situées ventralement. L'endosquelette y est bien développé. Au niveau de la queue, il existe une nageoire caudale. L'endosquelette y est peu développé, aux dépens de l'exosquelette.
Les nageoires paires peuvent être présentes au niveau du tronc uniquement. On peut rencontrer les nageoires pectorales, ou antérieures, au niveau de la ceinture pectorale, et les nageoires pelviennes, ou postérieures, au niveau de la ceinture pelvienne. Ces nageoires ont un endosquelette développé chez les chondrichthyens et les sarcoptérygiens, et peu développé chez les actinoptérygiens, aux dépens de l'exosquelette.
Cette description peut varier. Ainsi, de nombreux poissons ne possèdent ni nageoire anale, ni nageoire dorsale. Les agnathes et certains poissons ne disposent pas de nageoires pelviennes, tandis que d'autres poissons ne possèdent ni nageoires pectorales, ni nageoires pelviennes.

## Membres chiridiens
Les membres chiridiens sont présents chez les vertébrés dits « supérieurs », les tétrapodes. Ce sont des expansions du tronc, plurisegmentaires et cylindriques, constituées d'os et de muscles, et recouverts de peau. Les membres chiridiens sont pairs, situés de chaque côté du corps. On distingue les membres antérieurs, reliés à la ceinture pectorale, et les membres postérieurs, reliés à la ceinture pelvienne.

### Constitution
Chaque membre chiridien est constitué de trois segments : un segment proximal, le stylopode, un segment moyen, le zeugopode, et un segment distal, l'autopode. Le segment proximal, qui correspond au bras pour le membre antérieur, et à la cuisse pour le membre postérieur, ne contient qu'un os long. Le segment moyen, qui correspond à l'avant-bras pour le membre antérieur, et à la jambe pour le membre postérieur, contient deux os longs juxtaposés. Le segment distal, qui correspond à la main pour le membre antérieur, et au pied pour le membre postérieur, contient de nombreux os et se termine en se divisant en cinq doigts.

### Variabilité

#### Disposition
Tous les tétrapodes ne partagent pas la même disposition. Ainsi, les membres postérieurs sont absents chez les cétacés et les siréniens, tandis que les amphibiens apodes, les lézards apodes et les serpents ne possèdent ni membres antérieurs, ni membres postérieurs. À l'inverse, les urodèles, les ichtyosaures, les siréniens et les cétacés présentent des « fausses » nageoires impaires, sans support squelettique, en situation dorsale et caudale.
Il faut par ailleurs citer le cas de l'homme qui est bipède et chez qui la station debout place ses quatre membres dans un même plan vertical. Pour ces raisons, on lui décrit deux membres supérieurs, qui correspondent aux membres antérieurs, et deux membres inférieurs, qui correspondent aux membres postérieurs. Chez les autres animaux bipèdes, à savoir certains mammifères, certains dinosauriens et les oiseaux, cette terminologie ne s'applique pas.

#### Rôle
Les membres chiridiens permettent la marche pour la plupart des amphibiens, des urodèles, des reptiles, des mammifères, des dinosauriens et des oiseaux. Ils peuvent être adaptés pour d'autres modes de locomotion :
- la course chez les mammifères ;
- le saut chez certains mammifères et la grenouille ;
- le grimper arboricole chez certains mammifères, le caméléon et les rainettes ;
- le vol chez les ptérosauriens, les oiseaux, les dinosaures volants et les chauves-souris ;
- la nage chez certains reptiles, les manchots et certains mammifères.

## Origine et évolution
L'hypothèse de l'origine évolutive des membres ptérygiens est qu'ils seraient issus d'un double repli : un repli médian qui aurait donné les nageoires impaires, et un repli latéral qui serait responsable de la formation des nageoires paires. L'origine des membres chiridiens est plus étayée : ils seraient apparus au Dévonien supérieur, aux alentours de - 365 Ma, ayant évolué à partir des nageoires paires charnues des ostéolépiformes, des poissons sarcoptérygiens. Chez les vertébrés, l'apparition des membres chiridiens permet un changement de locomotion de la nage vers la marche. En coordination avec d'autres changements évolutifs, le passage d'une vie aquatique à une vie aérienne (la « sortie des eaux ») et la conquête des milieux terrestres sont alors possibles.